# قائمة غزوات واحتلالات أوكرانيا
تعرضت أوكرانيا للغزو أو الاحتلال عدة مرات عبر تاريخها.
| النزاع                                                           | الغزو                            | الغازي                                                  | السنة | تفاصيل |
| ---------------------------------------------------------------- | -------------------------------- | ------------------------------------------------------- | ----- | --- |
| حرب الاستقلال الأوكرانية والحرب السوفيتية الأوكرانية (1917-1921) | الغزو السوفيتي لأوكرانيا 1918    | Russian SFSR                                            | 1918  | استمر القتال الأولي في الحرب من يناير إلى يونيو من عام 1918، وانتهى بتدخل قوى المركز.: 350، 403 |
| حرب الاستقلال الأوكرانية والحرب السوفيتية الأوكرانية (1917-1921) | تدخل قوى المركز في أوكرانيا 1918 | German Empire · قالب:بيانات بلد Austro-Hungarian Empire | 1918  | دخلت القوات الإمبراطورية الألمانية والنمساوية المجرية أوكرانيا لطرد الروس، كجزء من اتفاقية مع جمهورية أوكرانيا الشعبية.: 397، 403 الاحتلال: الدولة الأوكرانية (1918)، حكومة نصبتها ألمانيا في معظم أنحاء أوكرانيا. |
| حرب الاستقلال الأوكرانية والحرب السوفيتية الأوكرانية (1917-1921) | الغزو السوفيتي لأوكرانيا 1919    | Russian SFSR                                            | 1919  | بدأ غزو واسع النطاق في يناير 1919.: 364 |
| الحرب العالمية الثانية (1939-1945)                               | الحرب المجرية الأوكرانية         | Kingdom of Hungary                                      | 1939  | غزت مملكة المجر أوكرانيا وضمت أوكرانيا الكارباتية.: 518 الاحتلال: محافظة سوبكارباثيا (1939-1945)، منطقة تتمتع بالحكم الذاتي بما في ذلك أوكرانيا الكارباتية المحتلة. |
| الحرب العالمية الثانية (1939-1945)                               | عملية بارباروسا                  | Nazi Germany Kingdom of Romania                         | 1941  | غزت ألمانيا النازية الاتحاد السوفيتي، بما في ذلك أوكرانيا،: 453، 460 بمساعدة من رومانيا المتحالفة. الاحتلال: - مفوضية الرايخ أوكرانيا (1941–1944)، الاحتلال الألماني لمعظم أنحاء البلاد.: 468 - مقاطعة ترانسنيستريا (1941-1944)، الاحتلال الروماني لترانسنيستريا. |
| الحرب الروسية الأوكرانية (2014 إلى الوقت الحاضر)                 | ضم الاتحاد الروسي للقرم          | Russian Federation                                      | 2014  | ضمت روسيا الاتحادية شبه جزيرة القرم من فبراير إلى مارس، ووصفها بعض المراقبين بأنها ضم وآخرون بأنها تسلل حربي. الاحتلال: جمهورية القرم ومدينة سيفاستوبول الفيدرالية (2014 إلى الوقت الحاضر)، التي تطالب بها روسيا باعتبارها كيانات فيدرالية والتي تعتبرها حكومة أوكرانيا محتلة (كجزء من الأراضي المحتلة مؤقتًا في أوكرانيا) ومن قبل الأمم المتحدة.                                                        |
| الحرب الروسية الأوكرانية (2014 إلى الوقت الحاضر)                 | الحرب في دونباس                  | Russian Federation                                      | 2014  | بعد بدء الأعمال العدائية في أبريل 2014، غزت القوات الروسية دونباس في أغسطس من ذلك العام. بينما انسحب العديد من الجنود الروس في سبتمبر، تم إعلان العديد من اتفاقات وقف إطلاق النار في السنوات التالية وخرقها أيضًا. تعتبر أوكرانيا أيضًا جمهورية دونيتسك الشعبية وجمهورية لوغانسك الشعبية (2014 إلى الوقت الحاضر)، وهما كيانان انفصاليان مستقلان اسميًا عن روسيا، جزءً من الأراضي المحتلة مؤقتًا في أوكرانيا. |
| الحرب الروسية الأوكرانية (2014 إلى الوقت الحاضر)                 | 2022 الغزو الروسي لأوكرانيا      | Russian Federation                                      | 2022  | غزت القوات الروسية أوكرانيا في 24 فبراير 2022. |